# Lucrezia de Medici
Lucrezia de' Medici, född 14 februari 1545, död 21 april 1561, var en hertiginna av Modena; gift med hertig Alfonso II av Modena. 

## Biografi
Lucrezia var det femte barnet och tredje dottern till Cosimo de Medici och Eleonora de Toledo. Lucrezia fick en bra utbildning, men fostrades också i strikt överensstämmelse med den spanska hovceremonin, som hennes mor höll sig till; hon och hennes systrar övervakades ständigt av en duenna och fick inte lämna sina egna rum utan tillstånd.

### Giftermål
Lucrezias äktenskap arrangerades av ekonomiska skäl på grund av hennes stora hemgift. År 1557, som ett tecken på försoning mellan Ferrara och Modenas hertig Ercole II, som hade en pro-fransk position, och den spanske kungen Filip II, beslutades att Alfonso, kronprins av Ferrara och Modena, skulle gifta sig med Maria de Medici, äldsta dottern till Cosimo I. Maria dog kort därefter, och Lucrezia tog hennes plats.
Vigseln ägde rum 3 juli 1558 Florens. Lucrezia ska ha blivit förälskad i Alfonso vid deras möte, medan han behandlade henne med likgiltighet. På hennes mors önskan uppsköts fullbordandet av äktenskapet eftersom hon ännu inte hade börjat menstruera. Alfonso lämnade henne sedan i Florens för att besöka det franska hovet på obestämd tid, och hon fick fortsätta leva på sitt rum under sin mors övervakning.

### Hertiginna av Ferrara och Modena
Först efter Ercole II:s död den 3 oktober 1559, då Alfonso blev hertig av Ferrara, Modena och Reggio under namnet Alfonso II, och hans maka följaktligen blivit hertiginna, lämnade Alfonso Frankrike och skickade efter Lucrezia. Den 17 februari 1560 gjorde Lucretia sitt intåg i Ferrara.
Lucrezia gjorde inget större intryck i Ferrara, där hon mestadels stannade inne på sitt rum, som hon hade blivit van vid hemma i Florens. Mindre än ett år efter ankomsten insjuknade hon i lungtuberkulos och två månader senare, den 21 april 1561, dog hon. Äktenskapet var barnlöst. Hon ryktades ha blivit förgiftad.

## Eftermäle
Lucrezia de Medici är föremål för Robert Brownings dramatiska monolog med titeln My Last Duchess (1842).